# Histoire d'Erevan

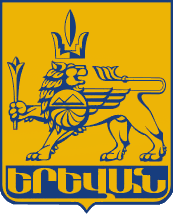
Les armes de la ville

L'Histoire d'Erevan, capitale de l'Arménie moderne commence à l'Antiquité. Âgée de près de 2 800 ans, la ville considère sa date de naissance à 782 av. J.-C. mais était déjà un lieu d'habitations à l'époque néolithique.
Après avoir eu une Histoire des plus mouvementées, Erevan est devenue, pour la deuxième fois, la capitale de l'Arménie à son indépendance, en 1991.

## Origines & Antiquité

### Préhistoire

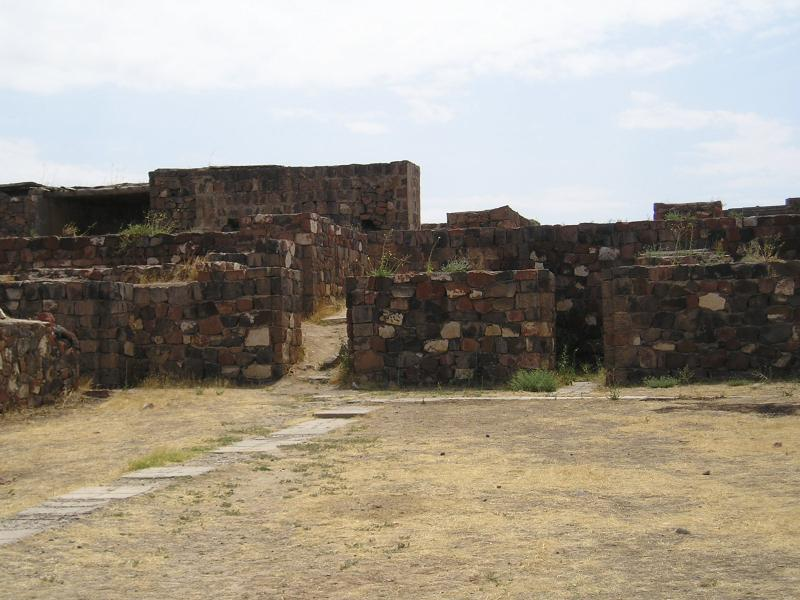
Forteresse d'Erebouni, sur la colline d'Arin Berd

Erevan est considérée comme l'une des villes les plus anciennes du monde. Des archéologues y ont retrouvé des traces de l'époque néolithique au bord de la rivière Hrazdan. Aux IVe et IIIe millénaires av. J.-C., avant l'époque urartéenne, est érigé le site de Shengavit, où a été retrouvé un quartier entouré par un mur et formé de petites maisons rectangulaires. Quatre phases de peuplement ont été identifiées sur place, du IVe au IIe millénaire av. J.-C.. Les fouilles ont permis d'établir une structure architecturale développée et bien adaptée à la vie dans la plaine de l'Ararat. De nombreux artefacts ont aussi été retrouvés, notamment des bijoux, des idoles, des statues en terre cuite et un fourneau pour la forge d'objets en silex. 

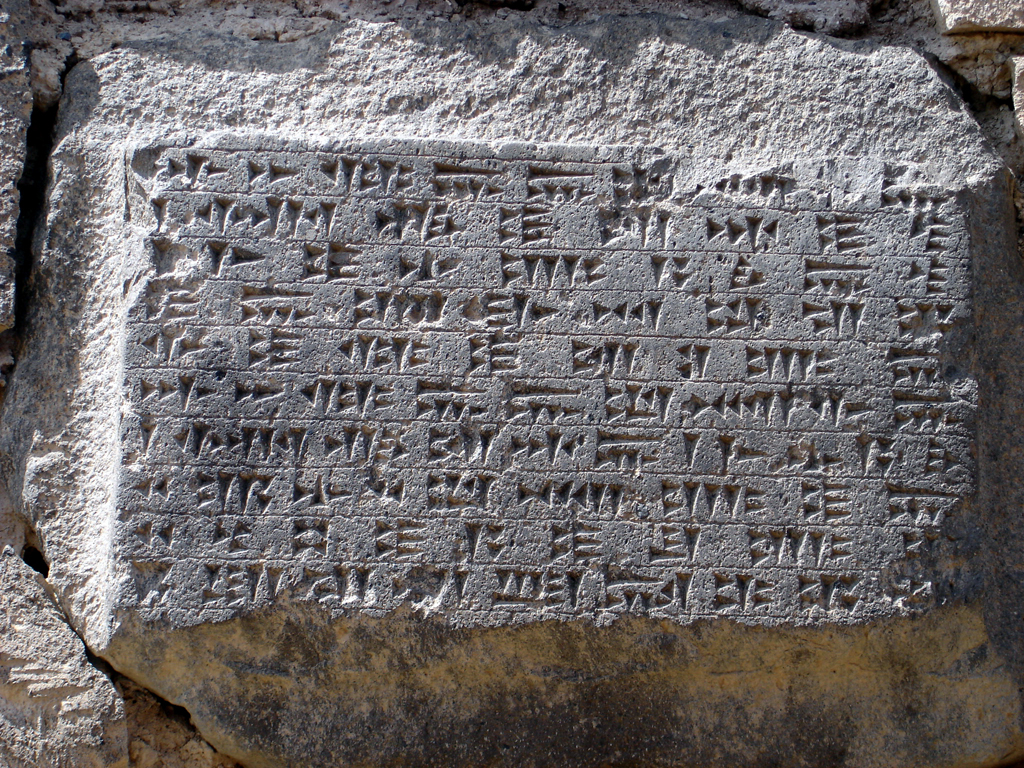
L'« acte de naissance » d'Erevan.

### Antiquité
En -782, le roi de l'Urartu Argishti Ier fonde à cet endroit une forteresse appelée « Erebouni ». Les historiens considèrent cette date comme « l'année de naissance » d'Erevan, dont le nom dérive d'Erebouni. La preuve de ces faits est apportée par la présence d'une inscription cunéiforme gravée à cette date sur une pierre : « Par la grandeur du dieu Haldi, Argishti, le fils de Menua, a construit cette forteresse inaccessible et l'a appelée Erebouni ». Les fouilles ont permis de reconstituer une véritable ville, avec ses rues, ses maisons et même des cuisines.  Bien qu'elle soit considérée comme un coin reculé de l'empire, la cité connaît un mode de vie sophistiqué. Des restes de canalisations d'eau, d'une station de traitement des eaux usées et de larges fresques murales ont également été retrouvés.
Affaiblie par les guerres entre Urartéens et Assyriens, la cité est brûlée sous la pression des tribus scythes qui l'attaquent et tuent la majorité de sa population. Pour pallier l'abandon d'Erebouni, le roi Rusa II fait édifier à quelques kilomètres la forteresse de Teishebani. Cette même forteresse, qui avait accueilli les rescapés d'Erebuni, est détruite en -585 par les mêmes Scythes. Leur succès est de courte durée puisque les Mèdes, avec lesquels ils avaient fait un pacte secret, tombent aux mains des Achéménides qui administrent dès lors Erevan et sa région.

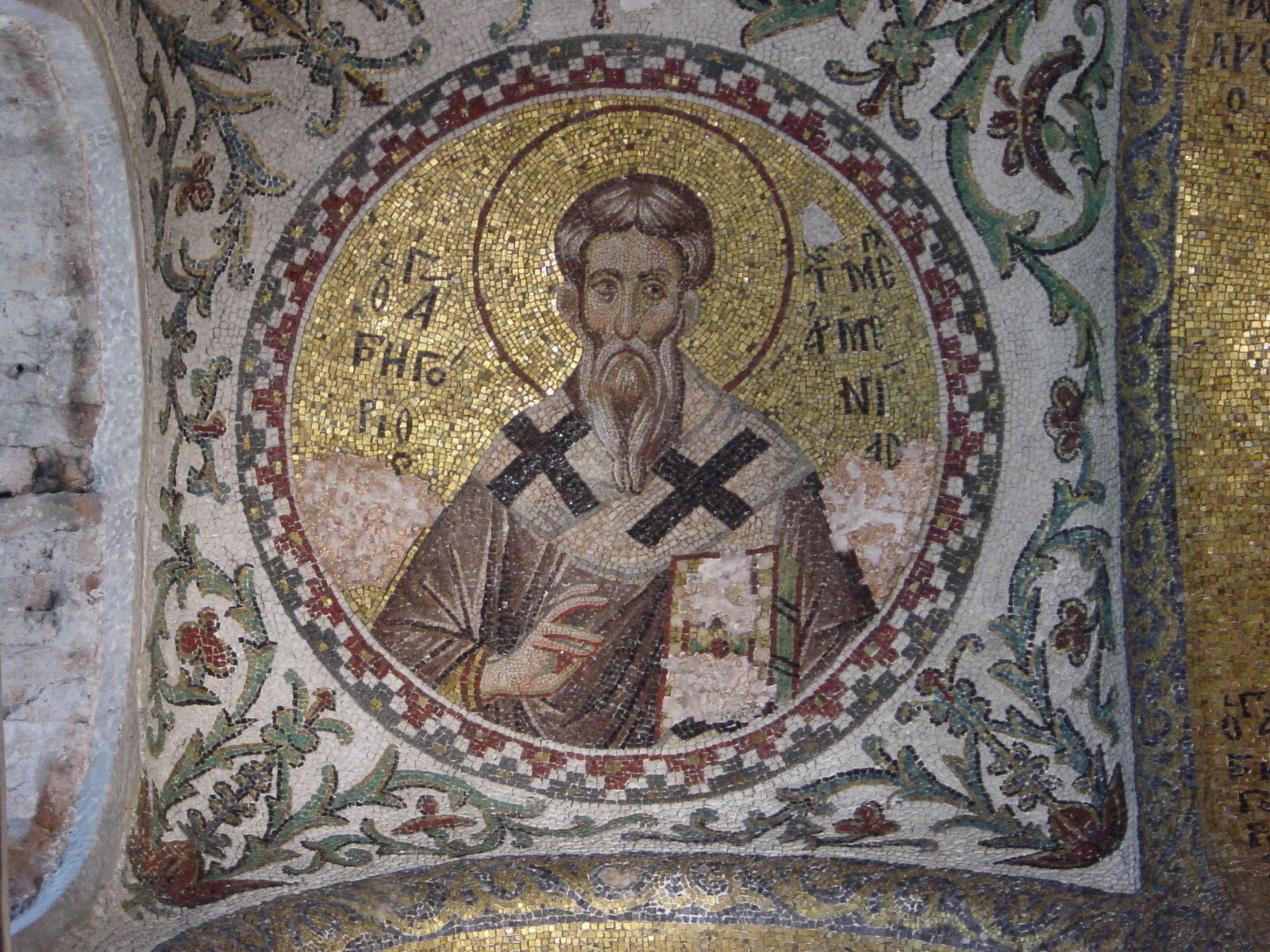
Grégoire l'Illuminateur

Après l'époque urartéenne, le royaume d'Arménie, dirigé par la dynastie des Ervandounis (ou Orontides, de -336 à -212), continue de redresser la ville. Les Perses reconstruisent les forteresses d'Erebouni et de Teishebani. En 189, sous le règne d'Artaxias Ier, marquant le début de la dynastie des Artaxiades, la capitale devient Artachat et Erebouni, Teishebani et Shengavit connaissent un lent processus d'importation de mixité de cultures. C'est à cette époque que ces trois cités sont pour la première fois considérées comme les trois quartiers d'une seule ville avec comme centre, les gorges de la rivière Hrazdan. Durant les cinq siècles suivants, Erevan, et l'Arménie en général, devient le perpétuel champ de bataille entre Rome et la Perse. Sous protection romaine, Erevan croît très rapidement, les rois arsacides renforçant la culture grecque, romaine puis perse, et la ville devenant un carrefour de routes commerciales. En 238, l'Arménie et Erevan deviennent un protectorat de la Perse mais les rois arsacides tentent de résister à l'assimilation. Les Sassanides rendent la tâche plus difficile encore puisqu'ils tentent tout pour détruire la langue et la culture arménienne. 
Après l'assassinat du roi Tiridate II par un Parthe mécontent dont le fils, Grégoire l'Illuminateur convainc le roi Tiridate de se convertir au christianisme en 301, le visage d'Erevan se transforme. Les armées du roi détruisent des temples et des lieux de pèlerinage millénaires pour y bâtir des églises dont Zoravar, Sourp Sarkis et celles d'Avan et de Kanaker. En 428 meurt le dernier roi arsacide et l'Arménie devient un marzpanate de l'Empire sassanide. Mais après de nombreuses révoltes de la population, celle-ci gagne le droit de pratiquer sa foi librement et la construction et l'agrandissement des lieux de culte reprend. Le Ve siècle est une des périodes les plus remarquables du point de vue de l'architecture religieuse.

## Du Moyen Âge auXVIIIesiècle

Le drapeau bagratide

Au tout début du Moyen Âge, vers les Ve et VIe siècles, Erevan est un centre commercial important. Vers 591, la ville est désormais assez puissante pour se construire une grande église ; et cette puissance est confirmée par la résistance face aux Arabes dans les années 640. Ces derniers ne réussissent pas à s'emparer de la ville avant 658. Elle est alors la deuxième plus importante ville de la région après Dvin qui restera le principal centre économique de la plaine d'Ararat jusqu'au XIe siècle. Les Arabes tentent de mettre à pied la population arménienne, notamment par des conversions massives, mais une forte résistance les oblige à pactiser. Dès lors, les califes successifs tolérant le christianisme et offrant une large autonomie aux Arméniens, Erevan connaît un siècle de paix et de prospérité jusqu'aux révoltes de 740. La ville est alors pillée et certains quartier brûlés ; elle ne retrouve une certaine autonomie qu'en 850 avec le futur roi d'Arménie Achot Ier en tant que gouverneur, sous le titre de « prince des princes », marquant le début de la dynastie des Bagratides.
En 920, avec l'appui de Byzance, le roi Achot II réintègre Erevan et sa région au royaume. Au Xe siècle, forte de sa puissance militaire et économique, Erevan devient le véritable centre de l'Arménie orientale. Elle fait partie jusqu'au XIe siècle du royaume des Bagratides, mais est secrètement offerte aux Byzantins en 1023 avant de passer aux mains des Seldjoukides. À la mort du roi en 1041, l'empereur byzantin Michel V réclame et obtient Erevan, Ani et la plaine de l'Ararat. Mais une seconde attaque seldjoukide est fatale à la région, les Byzantins se retirant dans la ville d'Ani. Traditionnellement violents, les Seldjoukides pillent, brûlent et détruisent Erevan. Ils laissent une ville à l'abanbdon, des cadavres pleins les rues, et prennent finalement le contrôle de tout le royaume en 1064. Au XIIe siècle, la Géorgie devient une puissance militaire régionale et accepte de s'associer aux Arméniens pour repousser les Seldjoukides. Erevan est reprise en 1201, se reconstruit et connaît durant vingt ans un « âge d'or ». À partir de 1225, les invasions turcomanes et mongoles se succèdent et ces derniers finissent par gouverner la ville avec une certaine tolérance envers les chrétiens. En 1256, Erevan devient la capitale d'un des quatre ulus (régions) de l'Empire mongol. Au XIIIe siècle elle est sous le contrôle d'un riche commerçant arménien Awédents Sahmadin. À la fin du XIIIe siècle, la conversion de Ghazan Khan à l'islam et le nomadisme mongol mettent un frein au développement de la région. Tout le pays connaît une famine et la population préfère fuir, laissant une nouvelle fois Erevan à l'abandon. En 1387, Tamerlan pille et ravage la ville et sa région, après plusieurs vagues d'invasions. 

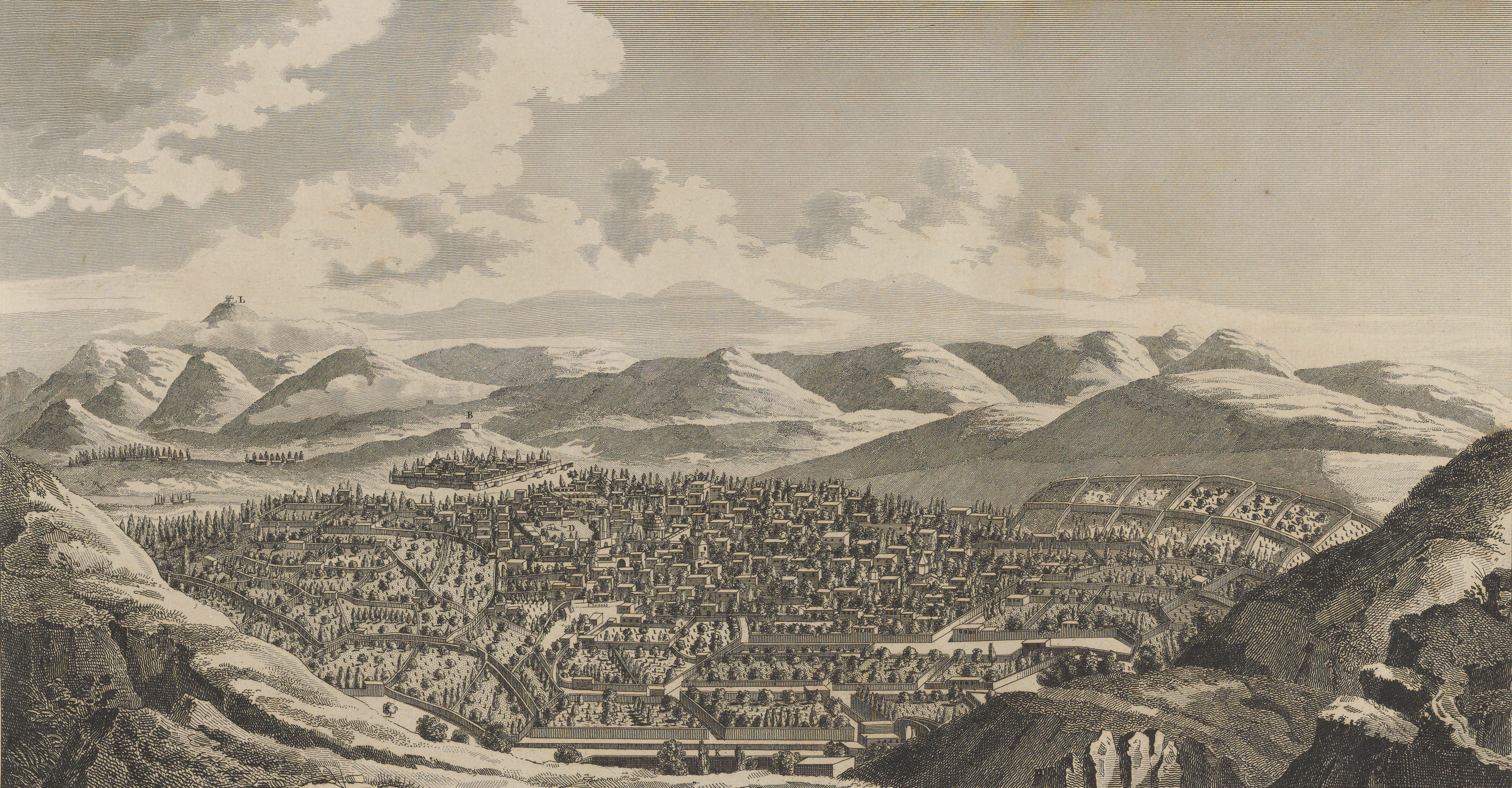
Panorama d'Erevan en 1672

De 1513 à 1735, la ville est un champ de bataille entre les Perses et les Turcs. C'est une période noire pour la ville. En 1679 survient un tremblement de terre violent qui détruit un grand nombre de bâtiments — la physionomie d'Erevan avant le séisme est connue notamment grâce aux panoramas dessinés par Jean-Baptiste Tavernier. Après le séisme, plusieurs églises sont construites, cinq au total. Dans ce même élan de construction, deux ponts sont construits et même une mosquée, la mosquée bleue (Gök Jami).
En 1747, la ville retombe aux mains des Perses, qui en font le centre d'un khanat. Ce khanat d'Erevan subsiste jusqu'en 1828, année où la Perse cède Erevan, devenue une simple bourgade de 12 500 habitants, et sa région à l'empire russe, par le traité de Turkmanchai.

## XIXeet début duXXesiècles

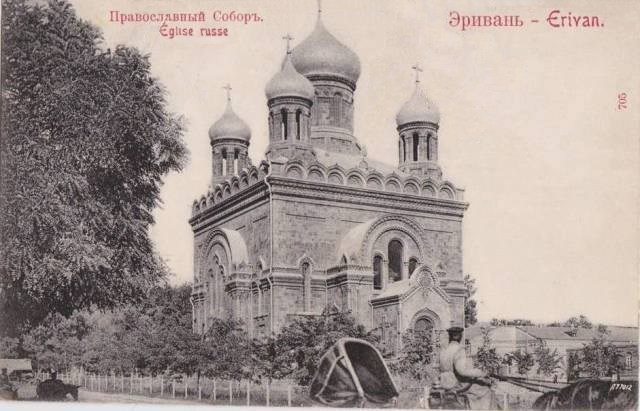
L'église russe orthodoxe datant du XIXe siècle

En 1828, la ville est sous la domination des Russes — l'année précédente, l'armée russe avait fait le siège d'Erevan. La ville obtient donc le statut de capitale de la province arménienne, puis du gouvernorat. Dès lors, Erevan se reconstruit peu à peu et la croissance démographique reprend lentement.
Vers le début de ce siècle, le centre de la ville est reconstruit sur un plan orthogonal. Erevan est la capitale de la République d'Arménie pendant ses trois ans d'indépendance éphémère (1918-1920). Par la suite, la ville étant sous la  domination de l'Union soviétique — comme l'Arménie tout entière —, elle devient logiquement la capitale de la République socialiste soviétique d'Arménie. 

## Plan Tamanian et fin duXXe-début duXXIesiècles

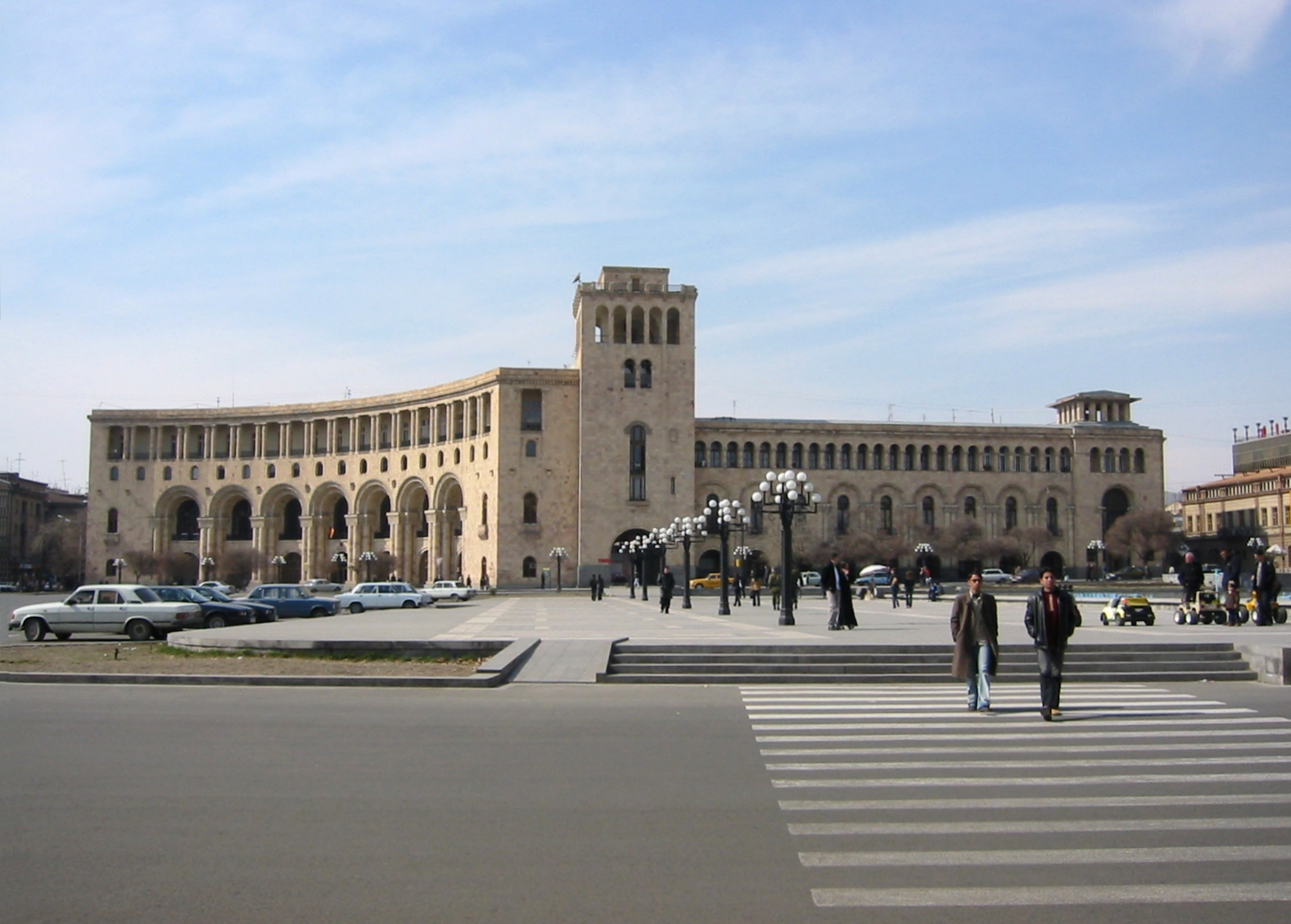
Place de la République d'Erevan, exemple d'architecture néo-arménienne

Le plan de reconstruction globale d'Erevan est élaboré puis adopté en 1924. L'architecte à l'origine de ce plan est Alexandre Tamanian. Le type d'architecture utilisé à Erevan est typiquement néo-arménien, un des meilleurs exemples du genre. La ville se modernise peu à peu à cette époque. Dans les années suivantes, plusieurs autres projets l'embellissent jusqu'en 1970. À cette même époque, la population de la capitale encore soviétique ne cesse d'augmenter. Il y a peu, au début des années 1980, un métro y a été construit.
En 1991, l'Union soviétique s'effondre et Erevan devient la capitale de la république d'Arménie indépendante. Après cet évènement, l'économie du pays sombre dans plusieurs années noires consécutives et les hivers 1992 et 1993 restent dans la mémoire collective comme les périodes les plus difficiles de l'Arménie contemporaine. La décennie 2000 connaît des jours meilleurs. La croissance économique reprend dans tout le pays et Erevan est la première à en récolter les bienfaits. Un grand nombre de bâtiments publics (écoles, conservatoires de musique, etc), de routes et de parcs sont construits ou rénovés dans la capitale. Par ailleurs, le secteur de l'immobilier connaît un boom et la ville voit naître de nouveaux chantiers quotidiennement. Depuis 2007, le centre-ville a un nouveau visage avec l'achèvement des travaux de la construction de l'avenue du Nord.
Le mode de gouvernance de la ville a également changé depuis l'indépendance du pays : la Constitution arménienne adoptée le 5 juillet 1995 a octroyé le statut de marz (région) à Erevan. Son mode de fonctionnement est alors similaire à celui des autres régions du pays avec quelques spécificités. Sous ce régime, l'autorité administrative à Erevan est représentée par :
- le maire, désigné par le président (qui peut le démettre à tout instant) sur proposition du premier ministre[12], et entouré d'une équipe de quatre secrétaires (dont l'adjoint) dirigeant onze bureaux (dont les finances, les transports, l'emploi, etc.),
- le Conseil d'Erevan, regroupant sous l'autorité du maire les dirigeants des communautés de districts[13],
- douze communautés de district (ou douze districts), disposant chacune de leur dirigeant et de leur conseil élus placés sous la tutelle du maire[14]. De par ce découpage, Erevan possède alors un hôtel de ville principal et douze mairies de district.

La dernière modification de la Constitution (27 novembre 2005) a toutefois transformé la ville en communauté ; la Constitution dispose depuis lors que cette communauté doit être dirigée par un maire élu directement ou indirectement, et qu'elle doit être régie par une loi spécifique, la loi relative à Erevan. Cette loi a été adoptée fin 2008 et ratifiée par le président le 15 janvier 2009 ; elle prévoit notamment l'élection du maire par le Conseil municipal pour un mandat de quatre ans et le remplacement des douze districts par douze divisions administratives non indépendantes.